# Elaine Youngs
Elaine Clara Marie Hermenia Youngs (* 14. Februar 1970 in Orange, Kalifornien) ist eine ehemalige US-amerikanische Beachvolleyball- und Volleyballspielerin.

## Karriere Halle
An der El Toro High School in Lake Forest in Kalifornien begann Elaine Youngs mit dem Volleyballspiel im Alter von fünfzehn Jahren. Dort wurde sie zum ersten Mal zur All-American gewählt. Diese Auszeichnung erhielt sie während ihres Studiums an der UCLA viermal. Zuvor war dies an allen Universitäten der Vereinigten Staaten nur zwei Studentinnen gelungen. 1991 gewann Young mit den Bruins das Endspiel der NCAA-Meisterschaft. Im folgenden Jahr erreichte sie mit ihrem Team zum Abschluss ihrer Studienzeit noch einmal das Finale. Von 1993 bis 1997 gehörte die gebürtige Kalifornierin der US-amerikanischen Nationalmannschaft an, mit der sie bei der Weltmeisterschaft 1994 nach einer Niederlage gegen das deutsche Team  den sechsten Platz erreichte. Zwei Jahre später revanchierten sich die Amerikanerinnen bei den Olympischen Spielen im Spiel um den siebten Platz. Anschließend spielte Elaine Youngs noch je eine Saison in der italienischen und in der türkischen ersten Liga.

## Karriere Beach
1997 begann Elaine Youngs ihre Karriere im Beachvolleyball mit Elizabeth Masakayan, mit der sie Turniere sowohl bei der Women's Professional Volleyball Association als auch bei der FIVB bestritt. Beste Platzierungen waren zwei erste Plätze in Dallas und auf Hawaii. Bei der ersten Weltmeisterschaft belegten die US-Amerikanerinnen den geteilten fünften Platz. Nachdem im folgenden Jahr mit der neuen Partnerin Nancy Reno als bestes Ergebnis ein dritter Platz zu verzeichnen war, wechselte Youngs Ende des Jahres wieder zu ihrer ersten Partnerin. 1999 und 2000 gewannen die beiden ehemaligen Absolventinnen der UCLA insgesamt acht Turniere in verschiedenen Serien (AVP Pro Beach Tour, FIVB World Tour, USA Volleyball und Beach Volleyball America). Bei der Weltmeisterschaft 1999 errangen die Kalifornierinnen die Bronzemedaille. 2001 bildeten Barbra Fontana und Elaine Youngs ein neues Beachteam. Bei vierzehn Veranstaltungen des Jahres erreichten die beiden Nordamerikanerinnen das Halbfinale, dabei gewannen sie die Turniere von Clearwater, Cagliari, Marseille und Manhattan Beach, standen weitere vier Mal im Finale, belegten fünfmal den dritten Platz und wurden Vierte bei der WM in Klagenfurt am Wörthersee.
Im folgenden Jahr trat Youngs erneut mit einer anderen Partnerin an. Mit Holly McPeak siegte sie bei den ersten vier AVP-Turnieren der Saison und fügte nach zwei zweiten Plätzen einen weiteren Erfolg hinzu. Auch die FIVB-Turnieren in Stavanger, Marseille, Rhodos und Vitória konnten die beiden US-Amerikanerinnen gewinnen. Nachdem ihnen 2003 nur ein Sieg in San Diego gelungen war und sie die Weltmeisterschaft auf dem fünften Platz beendet hatten, endete 2004 ihre Zusammenarbeit mit dem größten gemeinsamen Erfolg, der Bronzemedaille bei den Olympischen Spielen in Athen, und weiteren sechs siegreich bestrittenen Wettkämpfen.
2005 erreichten Elaine Youngs und Rachel Wacholder bei allen dreizehn Veranstaltungen der AVP-Tour Podiumsplätze. Dabei standen die beiden Kalifornierinnen achtmal im Finale, und dreimal gingen sie als Sieger daraus hervor. Außerdem gelang es ihnen als einzigem Team in dieser Spielzeit, in der inneramerikanischen Runde Kerri Walsh und Misty May-Treanor zu bezwingen. Ein Jahr später endete die Kooperation von Youngs und Wacholder mit zwei Siegen sowie je vier zweiten und dritten Plätzen bei AVP-Veranstaltungen. Nach einer Finalteilnahme in Manhattan Beach mit Nancy Reynolds und einem dritten Platz mit Nicole Branagh war es Youngs gelungen, bei insgesamt 59 AVP-Turnieren in Serie mit festen Partnerinnen mindestens das Halbfinale zu erreichen. Mit Branagh erreichte die 2006 in die UCLA Hall of Fame aufgenommene Athletin in den Jahren 2007 und 2008 sieben Erfolge; dazu zählte auch der erste gemeinsame FIVB-Titel in Barcelona. Im folgenden Jahr starteten die beiden US-Amerikanerinnen mit 13 Finalteilnahmen in die AVP Pro Beach Tour, davon gewannen sie neun Endspiele. Wie schon 2007 belegten sie auch bei der Weltmeisterschaft 2009 den fünften Rang. Außerdem gelang den Kalifornierinnen beim letzten gemeinsamen FIVB-Turnier der Gewinn der Silbermedaille.
2010 trat Elaine Youngs nur bei der Pro Beach Tour an, wieder mit ihrer ehemaligen Partnerin Wacholder, die seit ihrer Hochzeit Rachel Scott heißt. Die beiden konnten bis zum Ende der AVP zwar kein Turnier mehr gewinnen, belegten jedoch zwei zweite und vier dritte Plätze sowie einen fünften Rang bei den sieben letzten Veranstaltungen vor dem finanziellen Aus der Organisation.

## Privatleben
Die Mutter Carolyn gab ihrer Tochter vier Vornamen. Elaine hieß eine Cousine, die bei einem Autounfall ums Leben kam, Clara war die Großmutter mütterlicherseits, Marie eine Tante und Hermenia die Urgroßmutter. Neben Volleyball spielte Elaine Youngs während ihrer Schul- und Studienzeit auch noch sehr erfolgreich Basketball. So wurde sie in der Highschool auch in dieser Disziplin als All-American ausgezeichnet. In der UCLA war die vielseitige Sportlerin in zwei Spielzeiten im Universitäts-Team vertreten, die zweite Saison musste Youngs jedoch frühzeitig beenden, um einen Knorpelschaden im linken Knie operieren zu lassen. Die Studentin schloss die Universität mit einem Diplom in Geschichte ab.